# Just Give Me a Reason
"Just Give Me a Reason" – popowy utwór amerykańskiej piosenkarki Pink wraz z gościnnym udziałem wokalisty zespołu Fun, Natem Ruessem. Utwór wydany został 12 kwietnia 2013 roku przez wytwórnię płytową RCA Records jako trzeci singel piosenkarki z jej szóstego albumu studyjnego, zatytułowanego The Truth About Love. Tekst utworu został napisany przez Pink, Natea Ruessa oraz Jeffa Bhaskera, który także zajął się jego produkcją. Do singla nakręcono także teledysk, którego reżyserią zajęła się Diane Martel. 

## Notowania
| Lista (2012-13)                         | Najwyższa pozycja |
| --------------------------------------- | ----------------- |
| Australia (Top 50 Singles)              | 1                 |
| Austria (Ö3 Austria Top 40)             | 1                 |
| Belgia (Flandria) (Ultratop 50 Singles) | 2                 |
| Belgia (Wallonia) (Ultratop 50 Singles) | 3                 |
| Czechy (Singles Digital – Top 100)      | 3                 |
| Dania (Track Top-40)                    | 4                 |
| Europa (Euro Digital Songs)             | 1                 |
| Finlandia (Top 20 Singles)              | 4                 |
| Francja (Top 200 Singles)               | 4                 |
| Hiszpania (Top 50 Singles)              | 36                |
| Holandia (Single Top 100)               | 1                 |
| Kanada (Billboard Canadian Hot 100)     | 1                 |
| Niemcy (Top 100 Singles)                | 1                 |
| Irlandia (Top 50 Singles)               | 1                 |
| Norwegia (Top 20 Singles)               | 2                 |
| Nowa Zelandia (Top 40 Singles)          | 1                 |
| Polska (AirPlay – Top)                  | 1                 |
| Słowacja (Singles Digital)              | 1                 |
| Szkocja (Top 40 Scottish)               | 1                 |
| Szwajcaria (Singles Top 100)            | 2                 |
| Szwecja (Top 60 Singles)                | 1                 |
| Wielka Brytania (Singles Top 100)       | 2                 |
| Stany Zjednoczone (Hot 100)             | 1                 |
| Włochy (Top 20 Singles)                 | 1                 |